# Gagea filiformis
Gagea filiformis är en liljeväxtart som först beskrevs av Carl Friedrich von Ledebour, och fick sitt nu gällande namn av Grigorij Silych Karelin och Ivan Petrovich Kirilov. Gagea filiformis ingår i Vårlökssläktet och i familjen liljeväxter. Inga underarter finns listade.